# Pierre-Joseph Redouté
Pierre-Joseph Redouté (10. července 1759 – 19. června 1840), byl francouzský malíř a botanik původem z Belgie, známý svými vyobrazeními květin, z nichž mnohé byly vydávány jako velké barevné rytiny. Byl označován „Rafael květin“ a označen za největšího botanického ilustrátora všech dob.
Redouté byl oficiálním dvorním umělcem Marie Antoinetty a pokračoval v malování i během francouzské revoluce a vlády teroru. Přežil bouřlivé politické otřesy a získal mezinárodní uznání za své přesné zobrazování rostlin. Měl příjemnou, milou povahu, která mu pomáhala vyjednávat s jeho vlivnými patrony. Po královně Marii Antoinettě patřily k jeho patronkám obě Napoleonovy manželky – císařovna Joséphine a Marie Louisa – a také Marie Amália Neapolsko-Sicilská, manželka Ludvíka Filipa I., posledního francouzského krále.
Redouté spolupracoval s největšími botaniky své doby a podílel se na téměř padesáti publikacích zobrazujících jak květiny známé ve Francii, tak rostliny z míst tak vzdálených jako Japonsko, Amerika, Jižní Afrika a Austrálie. Pracoval raději podle živých rostlin než podle herbářových vzorků, což přispělo k jeho čerstvým, jemným obrazům. Působil v období botanické ilustrace, kdy vycházela vynikající foliové svazky s barevnými hlubotisky. Redouté vytvořil více než 2100 publikovaných hlubotisků zobrazujících více než 1800 různých druhů rostlin, z nichž mnohé nikdy předtím nebyly odborně namalovány. Z francouzských botanických ilustrátorů zaměstnaných ve francouzském hlavním městě je dnes Redouté tím, který zůstává v povědomí veřejnosti. Je považován za dědice tradice velkých vlámských a nizozemských malířů květin Brueghela, Ruyschové, van Huysuma a de Heema.

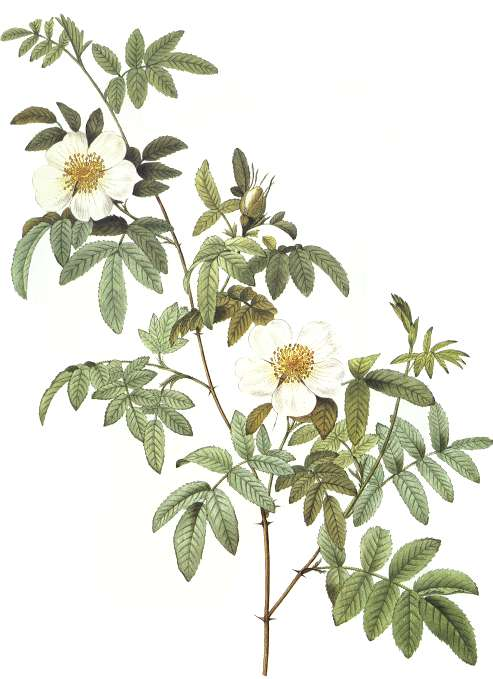
Rosa clinophylla
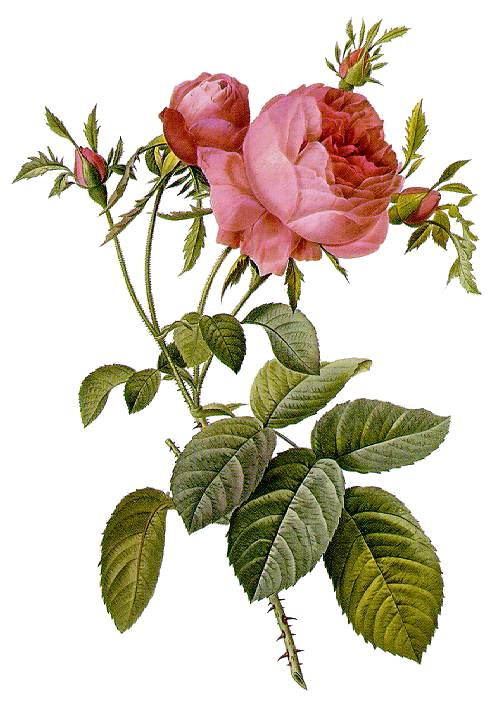
Rosa × centifolia
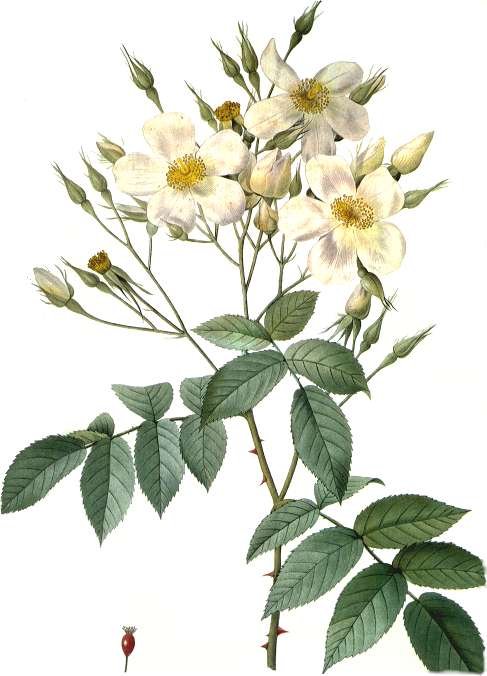
Rosa moschata
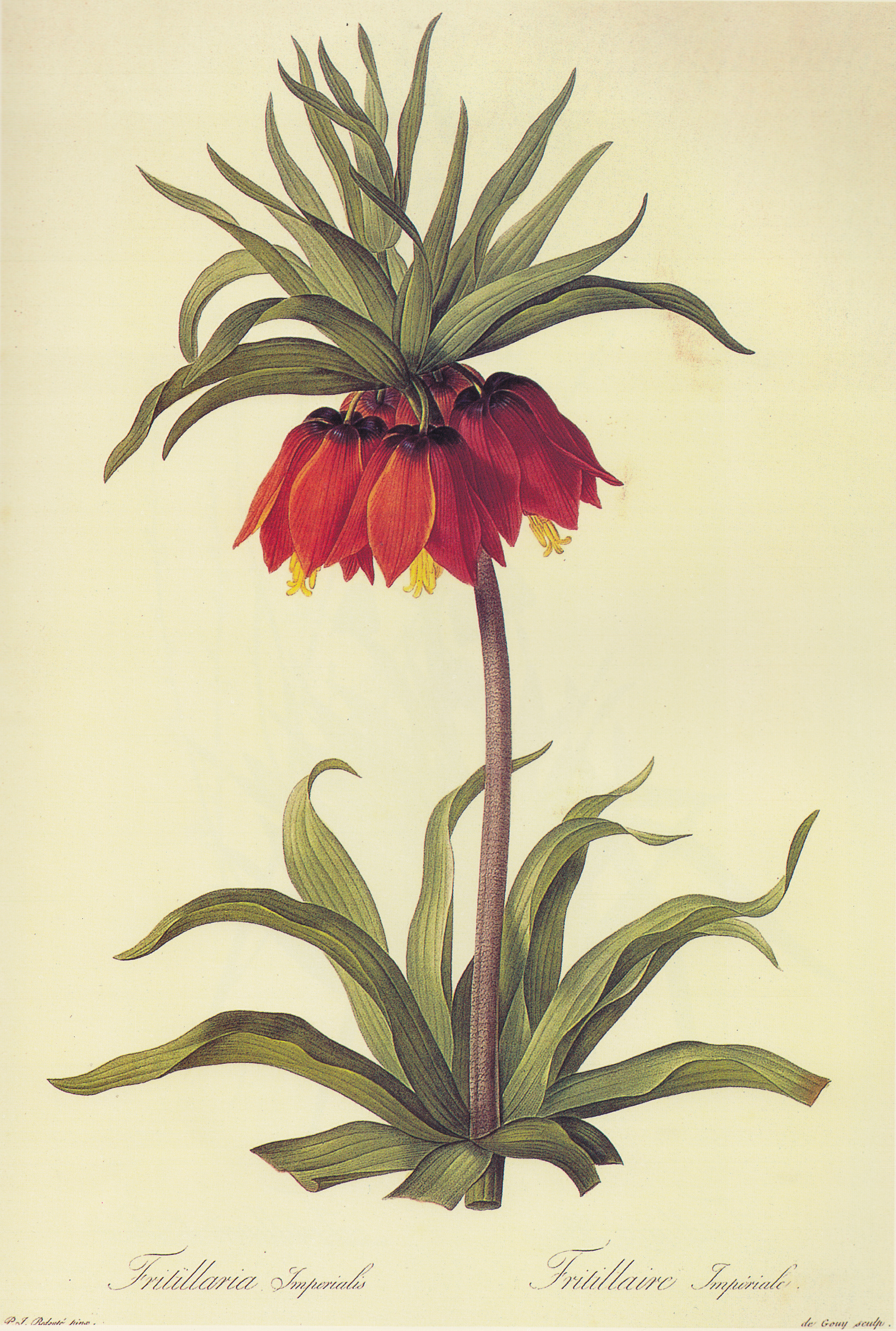
Fritillaria imperialis
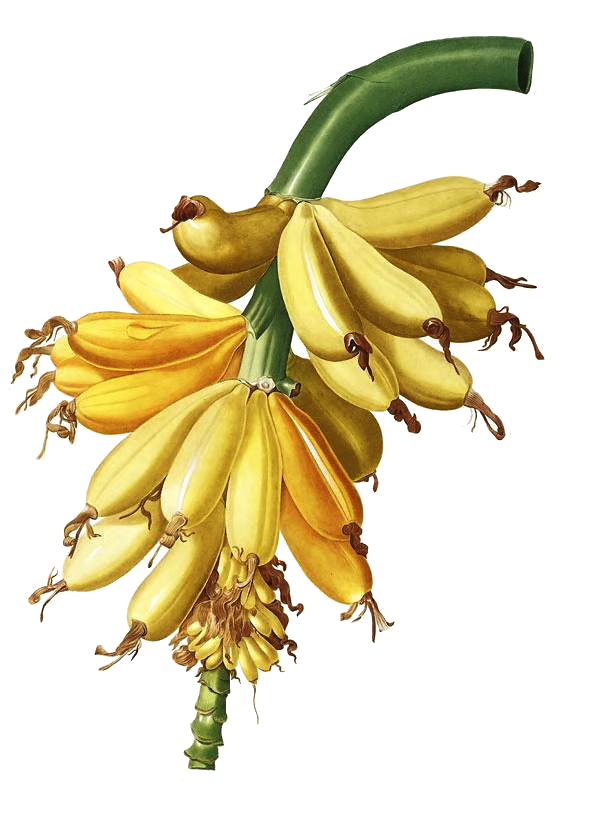
Musa × paradisiaca